# لوك كول
لوك كول (بالإنجليزية: Luke Cole)‏ هو مدرس أمريكي، ولد في 1962، وتوفي في 2009 بسبب حادث مرور.